# Джангир-хан
Джангир (Джахангир)-хан (д/н — після 1770) — хівинський хан у 1769—1770 роках.

## Життєпис
Походив з однією з гілок Чингізідів. Син Каїп-хана. Відомостейпро нього обмаль. 1769 рокупісля повалення туркменськими племенами йомутів Нурали-хана II новим правителем Хіви став Джангир. Втім фактична влада належала вождям йомутів.
Поступово туркмени розграбували усе ханство, що опинилося на межі голоду. Також вибухнулаепідеміячуми, внаслідок чого 1770 року туркмени відступили до Мангишлаку. Тут їх атакували загони султана Єрали. Водночас з Бухари виступив інак Мухаммад Амін-бій.
В результаті почалася запеклав боротьба: Джангир-хана було повалено, після чого він повернувся до батька. Втім йомути оголосили ханом Пір-Алі, сина Нурали-хана II. Проте невдовзі йомути зазнали поразки, залишивши Мангишлак, який захопили казахи. В свою чергу інак поставив ханом Булакая, султана Єрали.